# Ҧ
Ҧ、ҧは、アブハズ語で用いられる、キリル文字である。
過去のグルジア文字による表記では、「ფ」と書かれ、また1920年代のラテン文字表記には「p」で表記された。
この文字の代わりにԤ（ディセンダ付きП）で表記されることもある。

## 呼称
- アブハズ語:Ҧы

## 音素
- 無声両唇破裂音[p] = [p]を表す。

## アルファベット上の位置
アブハズ語アルファベットの34文字目